# Кубок Чилі з футболу 2023
Кубок Чилі з футболу 2023 — 43-й розіграш кубкового футбольного турніру у Чилі. Титул володаря кубка здобув Коло-Коло.

## Календар
| Раунд                    | Дата                       | Матчі | Клуби   |
| ------------------------ | -------------------------- | ----- | ------- |
| Перший раунд             | 7-20 березня 2023          | 21    | 77 → 64 |
| Регіональні 1/8 фіналу   | 1-12 липня 2023            | 32    | 64 → 32 |
| Регіональні чвертьфінали | 22 червня - 12 липня 2023  | 16    | 32 → 16 |
| Регіональні півфінали    | 1 липня - 17 серпня 2023   | 8     | 16 → 8  |
| Регіональні фінали       | 28 липня - 24 серпня 2023  | 8     | 8 → 4   |
| Півфінали                | 28 вересня - 5 жовтня 2023 | 4     | 4 → 2   |
| Фінал                    | 14 грудня 2023             | 1     | 2 → 1   |

## Регіональні чвертьфінали
Північна зона
| Команда 1      | Рахунок      | Команда 2                |
| -------------- | ------------ | ------------------------ |
| 22 червня 2023 |              |                          |
| Кобресаль      | 3:0          | Депортес Копіапо         |
| 24 червня 2023 |              |                          |
| Кокімбо Унідо  | 1:1 пен. 4:2 | Депортес Ла-Серена (2)   |
| 25 червня 2023 |              |                          |
| Кобрелоа (2)   | 2:0          | Депортес Антофагаста (2) |
| 26 червня 2023 |              |                          |
| Депортес Ікіке | 0:4          | Сан-Маркос де Аріка (2)  |

Центрально-північна зона
| Команда 1            | Рахунок | Команда 2              |
| -------------------- | ------- | ---------------------- |
| 22 червня 2023       |         |                        |
| Палестіно            | 5:4     | Сантьяго Морнінг (2)   |
| 1 липня 2023         |         |                        |
| Евертон              | 5:1     | Уніон Сан-Феліпе (2)   |
| 2 липня 2023         |         |                        |
| Універсідад Католіка | 2:0     | Сантьяго Вондерерз (2) |
| 4 липня 2023         |         |                        |
| Коло-Коло            | 6:1     | Уніон Ла-Калера        |

Центрально-південна зона
| Команда 1           | Рахунок      | Команда 2               |
| ------------------- | ------------ | ----------------------- |
| 21 червня 2023      |              |                         |
| Універсідад де Чилі | 0:0 пен. 3:5 | О'Хіггінс               |
| 22 червня 2023      |              |                         |
| Аудакс Італьяно     | 2:1          | Депортес Ренго (3)      |
| 30 червня 2023      |              |                         |
| Уніон Еспаньйола    | 2:0          | Барнечеа (2)            |
| 12 липня 2023       |              |                         |
| Депортес Магальянес | 3:0          | Депортес Санта-Круз (2) |

Південна зона
| Команда 1                      | Рахунок      | Команда 2                  |
| ------------------------------ | ------------ | -------------------------- |
| 25 червня 2023                 |              |                            |
| Депортес Пуерто-Монтт (2)      | 1:0          | Провінціал Осорно (3)      |
| 28 червня 2023                 |              |                            |
| Уачипато                       | 2:2 пен. 3:4 | Депортес (Темуко) (2)      |
| 2 липня 2023                   |              |                            |
| Універсідад де Консепсьйон (2) | 1:0          | Артуро Фернандес Віаль (3) |
| 4 липня 2023                   |              |                            |
| Рейнджерс (Талька) (2)         | 1:0          | Комуналь Кабреро (4)       |

## Регіональні півфінали
Північна зона
| Команда 1      | Рахунок      | Команда 2               |
| -------------- | ------------ | ----------------------- |
| 1 липня 2023   |              |                         |
| Кобрелоа (2)   | 0:0 пен. 4:2 | Сан-Маркос де Аріка (2) |
| 17 серпня 2023 |              |                         |
| Кокімбо Унідо  | 0:2          | Кобресаль               |

Центрально-північна зона
| Команда 1            | Рахунок      | Команда 2 |
| -------------------- | ------------ | --------- |
| 3 серпня 2023        |              |           |
| Коло-Коло            | 1:0          | Палестіно |
| 10 серпня 2023       |              |           |
| Універсідад Католіка | 0:0 пен. 5:4 | Евертон   |

Центрально-південна зона
| Команда 1        | Рахунок | Команда 2           |
| ---------------- | ------- | ------------------- |
| 3 липня 2023     |         |                     |
| Аудакс Італьяно  | 0:2     | О'Хіггінс           |
| 3 серпня 2023    |         |                     |
| Уніон Еспаньйола | 1:2     | Депортес Магальянес |

Південна зона
| Команда 1                      | Рахунок | Команда 2                 |
| ------------------------------ | ------- | ------------------------- |
| 2 липня 2023                   |         |                           |
| Депортес (Темуко) (2)          | 3:0     | Депортес Пуерто-Монтт (2) |
| 18 липня 2023                  |         |                           |
| Універсідад де Консепсьйон (2) | 2:0     | Рейнджерс (Талька) (2)    |

## Регіональні фінали
Північна зона
| Команда 1         | Заг. | Команда 2    | 1-й матч | 2-й матч |
| ----------------- | ---- | ------------ | -------- | -------- |
| 21/24 серпня 2023 |      |              |          |          |
| Кобресаль         | 3:7  | Кобрелоа (2) | 1:3      | 2:4      |

Центрально-північна зона
| Команда 1            | Заг. | Команда 2 | 1-й матч | 2-й матч |
| -------------------- | ---- | --------- | -------- | -------- |
| 17/20 серпня 2023    |      |           |          |          |
| Універсідад Католіка | 0:1  | Коло-Коло | 0:0      | 0:1      |

Центрально-південна зона
| Команда 1         | Заг.         | Команда 2           | 1-й матч | 2-й матч |
| ----------------- | ------------ | ------------------- | -------- | -------- |
| 15/19 серпня 2023 |              |                     |          |          |
| О'Хіггінс         | 4:4 пен. 3:5 | Депортес Магальянес | 3:2      | 1:2      |

Південна зона
| Команда 1               | Заг. | Команда 2                      | 1-й матч | 2-й матч |
| ----------------------- | ---- | ------------------------------ | -------- | -------- |
| 28 липня/16 серпня 2023 |      |                                |          |          |
| Депортес (Темуко) (2)   | 2:4  | Універсідад де Консепсьйон (2) | 0:3      | 2:1      |

## Півфінали
| Команда 1                      | Заг. | Команда 2           | 1-й матч | 2-й матч |
| ------------------------------ | ---- | ------------------- | -------- | -------- |
| 28 вересня/4 жовтня 2023       |      |                     |          |          |
| Універсідад де Консепсьйон (2) | 3:4  | Депортес Магальянес | 1:3      | 2:1      |
| 28 вересня/5 жовтня 2023       |      |                     |          |          |
| Кобрелоа (2)                   | 2:3  | Коло-Коло           | 2:2      | 0:1      |

## Фінал
| 14 грудня 2023 00:00 (EEST) |

| Коло-Коло                        | 3:1      | Депортес Магальянес |
| -------------------------------- | -------- | ------------------- |
| Амор 17' Вімберг 38' Пісарро 58' | Протокол | Ларрівей 14' (пен.) |

| Естадіо Тьєрра де Кампеонес, Ікіке Глядачів: 13 000 Арбітр: Крістіан Гарай |